# Ahmed Al Alwany
Ahmed Al Alwani (Trípoli, 19 de agosto de 1981) é um futebolista libio que atua como defensor.

## Carreira
Ahmed Al Alwani representou o elenco da Seleção Líbia de Futebol no Campeonato Africano das Nações de 2012.